# Johan Vising

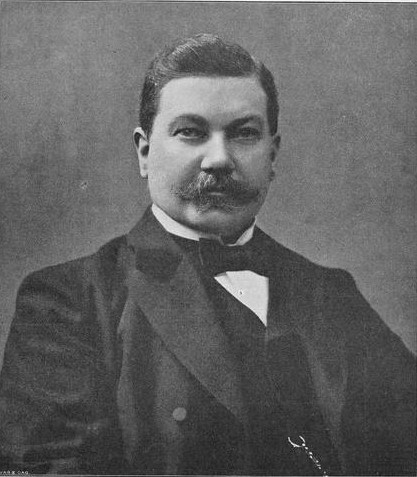
Johan Vising

Per Johan Vising (* 20. April 1855 in Överlännäs, Västernorrlands län; † 20. September 1942 in Göteborg) war ein schwedischer Romanist und Hochschulrektor.

## Leben
Vising promovierte 1882 in Uppsala mit der Etude sur le dialecte Anglo-Normand du XIIe siècle (Uppsala 1882). Er lehrte ab 1886 in Lund und von 1890 bis 1922 als Professor für moderne europäische Sprachwissenschaft (insbesondere Romanische Sprachen) an der neu gegründeten Universität Göteborg, deren Rektor er von 1899 bis 1909 war.
Vising war Träger zahlreicher Auszeichnungen, u. a. Offizier der Ehrenlegion und Kommandeur 1. Klasse des Nordstern-Ordens. Ab 1892 war er Mitglied der Kungliga Vetenskaps- och Vitterhetssamhället i Göteborg, amtierte von 1899 bis 1907 als ihr Sekretär und von 1908 bis 1909 als ihr Vorsitzender. 1934 wurde er zum Ehrenmitglied der Kungliga Vitterhets Historie och Antikvitets Akademien ernannt.

## Schriften
- Sur la versification anglo-normande. Stockholm 1884
- Die realen Tempora der Vergangenheit im Französischen und den übrigen romanischen Sprachen. Eine syntaktisch-stilistische Studie. 1. Latein. Portugiesisch. Spanisch. Italienisch. 2. Französisch. Allgemeines. 2 Bände. Heilbronn 1888–1889, Nendeln 1976 (Französische Studien)
- Fransk språklära, Lund 1890–1892
- Öfversättningsöfningar från svenska till franska. Lund 1892
- Dante. Göteborg 1896, 1921 (in schwedischer Sprache)
- Om språkskönhet. Göteborg 1897
- (Hrsg.) Rolandssången jämte en inledning om den äldsta franska litteraturen. Göteborg 1898
- Franska språket i England. Göteborg 1900–1902
- Studier i den franska romanen om Horn. Göteborg 1903–1905
- Den provensalska trubadurdiktningen. Göteborg 1904
- (Hrsg.) La Plainte d’amour, poème anglo-normand. Göteborg 1905–1907
- (Hrsg.) Le Purgatoire de Saint Patrice des manuscrits Harléien 273 et Fonds français 2198. Göteborg 1906, 1916, Genf 1974
- Spanien och Portugal. Bilder från Iberiska halfön. Stockholm 1911
- Den franska romantiken. Stockholm 1915
- (Hrsg.) Nicholas Bozon, Deux poèmes: Le char d’Orgueil. La lettre de l’empereur Orgueil. Göteborg 1919, Genf 1974
- Camões, Portugals nationalskald. Stockholm 1920
- Anglo-Norman language & literature. London 1923, Westport, Conn. 1970
- Fransk-svensk ordbok. Stockholm 1936, zuletzt 1993
- Minnesbilder [Erinnerungen]. Stockholm 1938